# 福建谘议局
福建谘议局是1909年10月—1912年5月清朝福建省的諮議局，为福建省的最高议事机构。它于1909年10月13日在福州开幕，主要负责福建省的政策审议、咨询、选举、批准预算等，共有75名议员。辛亥革命后，于1912年5月31日被福建临时省议会正式取代。

## 筹备和选举
福建省谘议局是清朝立宪运动的一部分。1907年（光绪三十一年），清政府在中央筹设资政院，预备立宪，并筹备在各省开办谘议局，1908年7月又颁布了《各省谘议局章程及议员选举章程》，命令中国各省在一年之内成立谘议局。1908年9月16日（光绪三十四年农历八月廿一日），福建省在福州东街文昌宫簪堂成立谘议局筹办处，议定每月集议两次，并于8天后上奏中央政府谘议局筹备的工作。农历九月开始编写选举人名册，按《各省谘议局章程及议员选举章程》中的标准确定初选选举人并开始进行议员选举，选举时间截至到1908年农历六月十六日。议员选举采取复选制，先由选举人选出选举议员人，再由后者投票选出省谘议局议员，初选在县厅州一级，复选在省府一级。
按照章程标准，当时福建省符合选举资格的选举人一共有50034人，仅占全省总人口的0.39%。议员人数按11个选区来分配，共选举72名议员。此外还有固定分配给满族人的3个旗籍传额议员名额。福建各地对选举的反应不一，但投票率普遍很低，福州城区的投票率在40%左右，下属地区投票率仅有10%-20%，很多地方的选举状况不尽人意。一些选举人对投票抱着怀疑乃至猜忌的态度。为了鼓励投票，一些地方官员和士绅甚至编写了在福州话中很押韵的顺口溜来宣传投票：
皇上旨意，谘议局设省城。

选人为人所选，年岁资格分清。

先设一筹办处，一年以内办成。

目下先要调查，挨家逐户查明。

议员取之各县，责任关系非轻。

不派差役地保，免得搅扰吾民。

地方利害损益，均可一一详陈。

并非按户加税，亦非当兵抽丁。

初选复选两次，选举格外认真。

勿得稍涉误会，随时问问士绅。
议员选举共选出72名议员，其中还有黄乃裳、郑祖荫、余钟英等革命党人。

## 成立与发展
福建省谘议局第一次常年会于1909年10月14日在福州召开，地址在东街文昌宫，议案涉及教育、农业、商务、地方自治、侨务等问题，会议还选举出4位代表福建省出席的资政院议员。谘议局常驻机构和人员为议长1名，副议长2名，常驻议员15名，并设有谘议局办事处，下分总务科、议事科、会计科、文牍科、庶务科，并有一定数量的雇员。非常驻机构包括审议会（设会长1名），审查会（下分法律科、庶务兴革科、惩罚科、预算科、决算科和其他财政科），临时审查员会、协议审查会、咨询事件审查会、建议审查员、资格审查员。开会时所有议员分为5部。议长为高登鲤，副议长为刘崇佑、陈之鳞，书记长林长民。1909年，福建省谘议局开会45天，开议21次，开审议会1次。一共表决议案49件，另外申复议案5件、质问案6件、陈请建议书6件，共66件议案。
1910年10月3日，福建省谘议局召开第二次常年会，预算权的争取成了本次常年会的核心议题。
虽然作为福建省的议会机构，谘议局的权力却比较有限，它对福建省总督有一定的监督作用，二者相互牵制，有时会产生一定的矛盾。立宪派在谘议局中占有很大比重，1910年，福建省谘议局3次发动立宪情愿。1911年，谘议局还驳回了福建省总督要求解散有革命党人参加的社团的政令。

## 解散
1911年武昌起义爆发后，福建省谘议局开始商议独立事宜，并调节革命党人与清政府委派的官吏之间的矛盾。1911年11月9日，革命党人占领福州后，一些谘议局议员还同革命党人共同推举新军的孙道仁为福建军政府都督，军政府将省谘议局保留为其咨询机关。1912年中华民国成立后，于5月31日召开福建临时省议会，取代福建谘议局，福建谘议局正式解散。

## 议员
福建咨议局议员共计79人，其中定额72人，内驻防3人，候补3人，秘书长1人：
- 议长：高登鲤
- 副议长：刘崇佑、陈之麟
- 秘书长：林长民
- 议员：黄乃裳、黄钟澧、杨廷纶、游肇源、吴廷枨、赵锡荣、郑锡光、林石蘅、董藻翔、余钟英、施景琛、李驹、李仲邺、陈位冲、林中翥、椿安、锡桢、杨长余、王邦怀、吴鸿枢、孔昭淦、黄谋烈、叶福钧、黄必成、林逢喜、洪国器、洪鸿儒、许赞虞、施菼、林落存、林邦桢、李慕韩、陈士霖、周文麟、黄羲、范宗福、杨豫、谢滋春、潘纪云、高士龙、王子懿、李迪瑚、孟思培、黄金鸾、蓝德光、张道南、李泰交、熊秉廉、康咏、张选青、伍春蓉、邹含英、卢初璜、黄纪星、陈义、郑田龙、张步青、上官华盖、陈梅勋、邓畿、杨慕震、林天骥、郑藻山、陈锡鹏、李钟声、张国宝、周寿恩、苏春元、赖其俊、刘志和、谢受殷、连贤基、俞光华、苏寿乔、洪湛恩